# Dorothy Snell
Dorothy Snell (Londres, 1868 - Roma, 20 de octubre de 1932) fue una enfermera británica. 
Fue la primera directora del Internado Regina Elena para enfermeras del Policlínico Humberto I de Roma.
Hija de Elisabetta Weatheref y Carlo Snell, un pastor anglicano.